# Até o Diabo Se Ria
Até o Diabo Se Ria
é o segundo álbum de estúdio da banda Quadrilha, lançado em 1995.
"É pelas histórias contadas nas flautas dos pastores, pelas luas que enfeitiçam os terreiros, pelas encruzilhadas de bruxas e duendes, que achamos por bem dedicar este trabalho a quem por ventura tenha o gosto de se embrenhar nas coisas da música popular." in CD por Sebastião Antunes.

## Gravação
Gravado nos Estúdios Tcha Tcha Tcha (Lisboa) em Abril de 1994 por Carlos Jorge (Cajó) e produzido por José Moz Carrapa.

## Faixas
| N.º | Título                                             | Duração |  |
| 1.  | "Canto da Solidão" (Sebastião Antunes)             | 5:38    |  |
| 2.  | "Canção de Emborcar" (Sebastião Antunes)           | 3:47    |  |
| 3.  | "Sécristia" (Sebastião Antunes)                    | 2:44    |  |
| 4.  | "Conversa de Comadres" (Sebastião Antunes)         | 3:16    |  |
| 5.  | "Serra d'Arga" (Sebastião Antunes)                 | 4:33    |  |
| 6.  | "Romance da Ceifeira" (Sebastião Antunes)          | 4:38    |  |
| 7.  | "Maria Toma cuidado" (Sebastião Antunes)           | 3:39    |  |
| 8.  | "Trégua" (Sebastião Antunes)                       | 3:47    |  |
| 9.  | "São Bento da Porta Aberta" (Sebastião Antunes)    | 3:28    |  |
| 10. | "Os Homens Mais Velhos do Bar" (Sebastião Antunes) | 5:23    |  |
| 11. | "Nó no Miolo" (Sebastião Antunes)                  | 4:14    |  |

## Créditos
- Sebastião Antunes - Voz, Guitarra Acústica, tin whistle e Vozes
- Paulo Marques - Piano, Sintetizadores, Acordeão, Vozes
- Rui Nunes - Baixo
- Mário João Santos - Bateria e Caia Transmontana

## Músicos Convidados
- Carlos Guerreiro - Sanfona
- Rui Alves - Tablas
- João Courinha - Saxofone
- João Ramos - Violino, Vozes
- Pedro D'Orey, Fernando Pereira - Vozes